# Benjamin Hendrickson
Benjamin Hendrickson (Huntington, 26 augustus 1950 - aldaar, 3 juli 2006) was een Amerikaans acteur. Hij werd vooral bekend door de rol van Hal Munson in de bekende soapserie As the World Turns, een rol die hij 21 jaar heeft gespeeld. In Nederland is "Hal Munson" ook niet meer te zien.
Hij volgde een opleiding drama op de prestigieuze Julliard School. In 2003 won hij een Emmy Award voor zijn rol in As the World Turns. Tijdens zijn speech bedankte hij in het bijzonder zijn moeder, die kort daarvoor overleden was. Hendrickson pleegde op 55-jarige leeftijd zelfmoord door zichzelf in het hoofd te schieten. Men neemt aan dat hij in een depressie raakte na de dood van zijn moeder.